# Conquiliologia

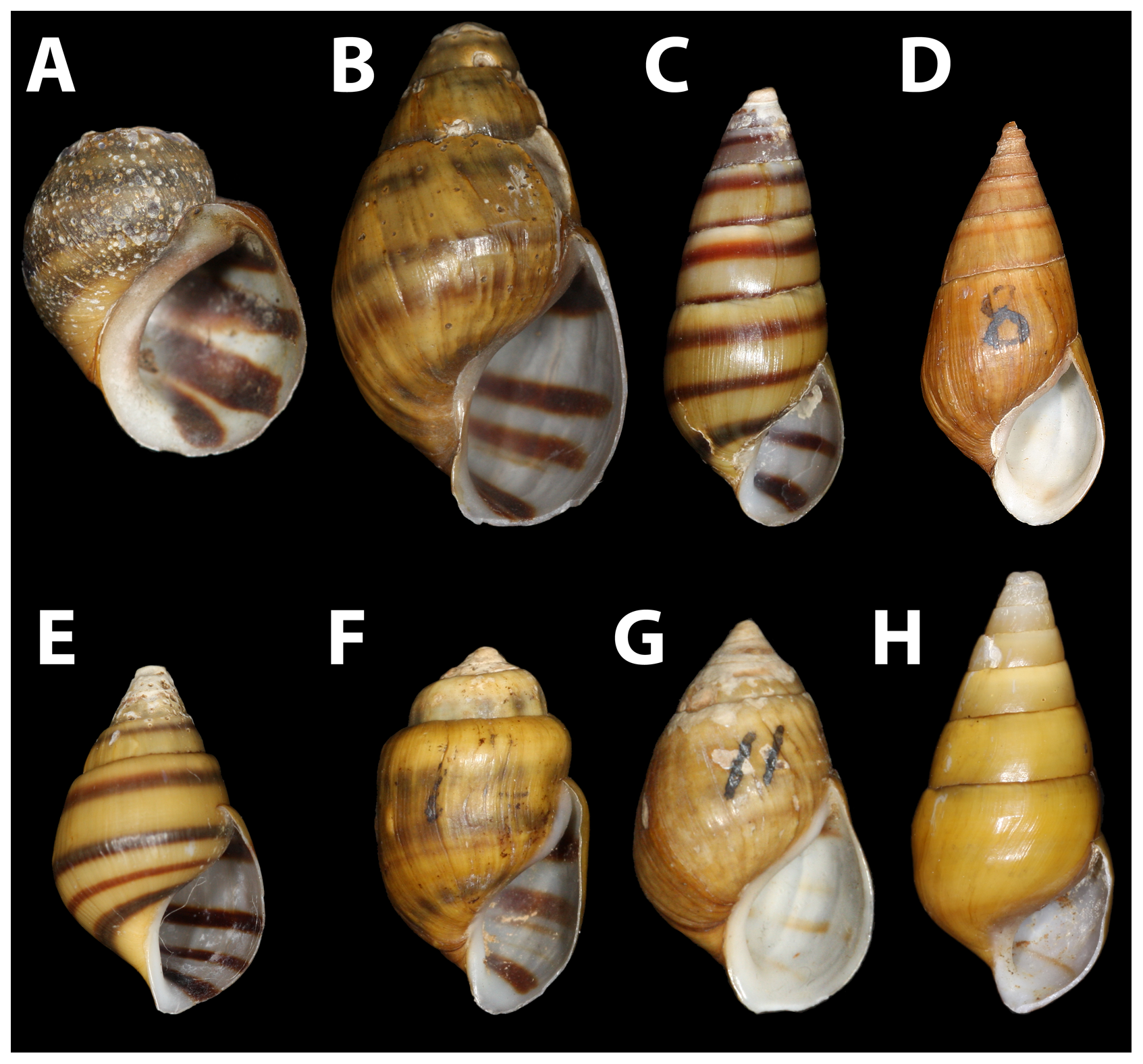
Conchas da família Pleuroceridae

A conquiliologia é a parte da zoologia que se ocupa do estudo das conchas.  Em alguns textos o termo Conquiliologia é citado como sinônimo de malacologia, já outros autores definem a malacologia como sendo o estudo do molusco como um todo, concha, partes moles e o meio ambiente. A Conquiliologia ou Conquiologia, no entanto, está restrita ao estudo da concha dos moluscos e as espécies que não possuem concha não fazem parte do escopo da disciplina. 
A partir desta definição o termo é aplicado também para colecionadores amadores, que classificam suas espécies com base na estrutura morfológica da concha, e a sua comparação é feita com base nestas características.
A  conquiliologia  pode  ser  definida  como  o estudo  das  conchas  dos moluscos terrestres e aquáticos e de suas partes duras associadas, incluindo o opérculo e a rádula. A principal distinção entre a conquiliologia e a disciplina mais ampla da malacologia reside no seu foco nas conchas, e não no molusco como um animal inteiro. 
A maioria das pessoas não tem conhecimento que as cores e formas de grande complexidade das conchas são produzidas por moluscos, invertebrados de corpo mole que ocupam quase todos os ambientes aquáticos e terrestres e constituem o segundo maior, e mais diversificado, grupo de animais que conhecemos. O número total de espécies de moluscos existentes foi estimado em 200.000,  sendo que entre 50.000 e 120.000 foram formalmente descritas, embora não haja um acordo comum entre os especialistas.
A organização de amostras cientificas e a pesquisa acadêmica sobre esse material biológico subsidiam atividades de ensino e cumprem importante papel de divulgação desse valioso material de importância histórica, destacando-se as espécies que são consideradas comestíveis e de importância médica. Por outro lado, os diversos usos das conchas em colares, anéis, pulseiras, arranjos florais e outras formas mostram a importância econômica dos moluscos, pois muitas famílias de baixa renda complementam seu orçamento com atividades artesanais.
A diversidade de cores e padrões das conchas dos moluscos é amplamente reconhecida e tem sido apreciada por centenas de anos por colecionadores e   cientistas, no entanto, sua função para o animal muitas vezes não é clara e tem sido o foco de muitos estudos ecológicos e evolutivos.